# Jens Eriksen
Jens Eriksen, född 30 december 1969, är en dansk idrottare som tog brons i badminton tillsammans med Mette Schjoldager vid olympiska sommarspelen 2004 i Aten.

## Olympiska meriter

### Olympiska sommarspelen 2008
| Namn                                 | Gren   | 32-delsfinal | 16-delsfinal | 8-delsfinal                        | Kvartsfinal      | Semifinal        | Final            | Final            |
| Namn                                 | Gren   | Resultat     | Resultat     | Resultat                           | Resultat         | Resultat         | Resultat         | Plats            |
| ------------------------------------ | ------ | ------------ | ------------ | ---------------------------------- | ---------------- | ---------------- | ---------------- | ---------------- |
| Jens Eriksen Martin Lundgaard Hansen | Dubbel |              |              | (2) Cai och Fu (CHN) L 12-21 11-21 | Gick inte vidare | Gick inte vidare | Gick inte vidare | Gick inte vidare |